# مطار بليكو
مطار بليكو (إياتا: PXU، إيكاو: VVPK)(بالفيتنامية: Sân bay Pleiku)‏ هو مطار اقليمي يقع بالقرب من مدينه بليكو داخل مقاطهة جيا لي في جنوب الفيتنام.

## شركات الطيران والوجهات
| شركـات طيـران            | الوجهات                                                                       |
| ------------------------ | ----------------------------------------------------------------------------- |
| بامبو إيرويز             | مطار دا نانغ الدولي، Hai Phong، مطار نوي باي الدولي، مطار تان سون نهات الدولي |
| Pacific Airlines         | مطار تان سون نهات الدولي                                                      |
| خطوط فيت جيت             | Hai Phong، مطار نوي باي الدولي، مطار تان سون نهات الدولي                      |
| الخطوط الجوية الفيتنامية | مطار نوي باي الدولي، مطار تان سون نهات الدولي                                 |

## الإحصاء
| مرتبة | الأماكن           | التردد (أسبوعي) |
| ----- | ----------------- | --------------- |
| 1     | مدينة هو تشي مينه | 28              |
| 2     | هانوي             | 14              |
| 3     | دا نانغ           | 7               |

## التاريخ
كان مطار بليكو أكثر من أن يكون قطاع جوي غير مطور في ديسمبر 1962عندما تم تعيينه من قبل جمهورية فيتنام الجوية (ف ن ا ف) كقاعده جويه62. تم توسيعه خلال حرب فيتنام وأصبحت قاعدة جوية رئيسيه ف ن ا ف والقوات الجويه الامريكيه، لكنها لم تصل ابداً إلى نسب التشبع والسكان للقواعد الجوية الرئيسية في الأراضي المنخفضة الساحلية. بعد عام 1975 تم تطويره إلى مطار مدني.

## انظرأيضا
- مطار الملك عبد العزيز الدولي
- قائمة المطارات في فيتنام

## روابط خارجية
- Airport information for VVPK at World Aero Data. Data current as of October 2006.
- رحلة إلى بليكو - 2006